# 王晏平
王晏平（?—?），是唐朝軍事人物。
王智兴之長子。早年隨父讨李同捷有功，授检校右散骑常侍、灵州大都督府长史。累官擔任灵武节度使。开成三年，因自盗贜七千余缗，贬康州（今廣東德慶）司户参军。王晏平暗中求援于河朔三镇，三鎮節度使即上表救援。六月，壬寅，改任永州司户。